# 日曜×芸人
『日曜×芸人』（にちよう×げいにん）は、2012年4月15日から2014年3月30日までテレビ朝日系列で放送されていたバラエティ番組。

## 概要
連続ドラマ枠だった『日曜ナイトプレミア』が廃枠となり、それに替わる形で新たに設定されたバラエティ枠。
月曜日からの仕事や学校を控え、ちょっぴり憂鬱な気分になっている日曜日の夜をポジティブに変えようというコンセプトのもと、山崎弘也（アンタッチャブル）・若林正恭（オードリー）・バカリズムの3人が、ゲストのすすめるポジティブになれるものを一緒に体験したバラエティだった。
2013年2月24日からは、3人による番組の裏話などがYouTubeチャンネルの『「グリグリくりぃむ」「日曜×芸人」 on YouTube』で動画配信された。なお、山崎のオープニングトークがなくなった頃から、クイズ形式の企画が多くなっていた。

## パイロット版
2012年1月29日（28日深夜）の1:00 - 1:55に『東京×芸人 ロケハンしてきました（とうきょう×げいにん ロケハンしてきました）』のタイトルで特番が放送された。鈴木拓（ドランクドラゴン）が本来、番組スタッフが行うロケハン（事前の下見）を行い、芸人目線でコーディネートしたプランで芸人たちが麻布十番駅周辺で遊びつくすという内容。同番組の最後に「東京×芸人」という括りでは大きすぎると指摘があったため、鈴木が特番のオンエアまでに「東京」を消して「×芸人」にすると言い、番組名変更を匂わせていた。
レギュラー版に起用されたのはバカリズムのみ。

## 出演者

### レギュラー版
- 山崎弘也（アンタッチャブル） - イメージカラーは青。全体を引っ張るが、「暴れ回る」どころ。立ち位置は画面向かって中央。
- 若林正恭（オードリー） - イメージカラーは緑。主に進行役だが、「いじられキャラ」でもある。立ち位置は画面向かって右。
- バカリズム - イメージカラーは橙。基本的には「静観」だが、時折はしゃいだり、いじられることもある。2人からは本名の升野さんと呼ばれることが多い。立ち位置は画面向かって左。

MCの3人にはイメージカラーが設定されており、各人が喋った言葉のテロップは、白文字に各イメージカラーの縁取りが付く。第6回の放送では、スタッフが3人のイメージカラーに合わせた色のジャージを選んでいる。2012年6月3日放送分でg.u.とのコラボにより3人が着用する夏用のユニフォームが決定。7月8日の放送終了後にはテレビ朝日グループの通販サイト・Ropp!ngでポロシャツが販売されて10分で完売したことが、7月15日放送分で明かされた。10月7日放送分ではg.u.とのコラボにより3人が着用する秋冬用のユニフォームが決定している。2013年に入ってからは、「完パケ収録でポジティブ!」の放送回で、スタイリストが事前に用意した複数の候補の中からユニフォームの選定が行われており、2013年3月17日放送分で春用のユニフォーム、6月23日放送分で夏用のユニフォームがそれぞれ決定している。

### パイロット版の出演者
- バカリズム
- 土田晃之
- 鈴木拓（ドランクドラゴン） - ロケハン担当。橙のジャケットを着用。
- 浅見れいな（ゲスト）

## ネット局と放送時間

### 特番
| 放送対象地域 | 放送局              | 系列           | 放送日時                              | 放送日の遅れ |
| ------------ | ------------------- | -------------- | ------------------------------------- | ------------ |
| 関東広域圏   | テレビ朝日 (EX)     | テレビ朝日系列 | 2012年1月29日（28日深夜） 1:00 - 1:55 | 制作局       |
| 石川県       | 北陸朝日放送 (HAB） | テレビ朝日系列 | 2012年2月25日 16:00 - 16:55           | 28日遅れ     |

### レギュラー版のネット局と放送時間
| 放送対象地域   | 放送局                  | 系列           | 放送曜日・放送時間           | 放送開始日    | 放送日の遅れ |
| -------------- | ----------------------- | -------------- | ---------------------------- | ------------- | ------------ |
| 関東広域圏     | テレビ朝日 (EX)         | テレビ朝日系列 | 日曜 23:15 - 翌0:10          | 2012年4月15日 | 制作局       |
| 北海道         | 北海道テレビ (HTB)      | テレビ朝日系列 | 日曜 23:15 - 翌0:10          | 2012年4月15日 | 同時ネット   |
| 青森県         | 青森朝日放送 (ABA)      | テレビ朝日系列 | 日曜 23:15 - 翌0:10          | 2012年4月15日 | 同時ネット   |
| 岩手県         | 岩手朝日テレビ (IAT)    | テレビ朝日系列 | 日曜 23:15 - 翌0:10          | 2012年4月15日 | 同時ネット   |
| 宮城県         | 東日本放送 (KHB)        | テレビ朝日系列 | 日曜 23:15 - 翌0:10          | 2012年4月15日 | 同時ネット   |
| 秋田県         | 秋田朝日放送 (AAB)      | テレビ朝日系列 | 日曜 23:15 - 翌0:10          | 2012年4月15日 | 同時ネット   |
| 山形県         | 山形テレビ (YTS)        | テレビ朝日系列 | 日曜 23:15 - 翌0:10          | 2012年4月15日 | 同時ネット   |
| 福島県         | 福島放送 (KFB)          | テレビ朝日系列 | 日曜 23:15 - 翌0:10          | 2012年4月15日 | 同時ネット   |
| 新潟県         | 新潟テレビ21 (UX)       | テレビ朝日系列 | 日曜 23:15 - 翌0:10          | 2012年4月15日 | 同時ネット   |
| 長野県         | 長野朝日放送 (abn)      | テレビ朝日系列 | 日曜 23:15 - 翌0:10          | 2012年4月15日 | 同時ネット   |
| 静岡県         | 静岡朝日テレビ (SATV)   | テレビ朝日系列 | 日曜 23:15 - 翌0:10          | 2012年4月15日 | 同時ネット   |
| 石川県         | 北陸朝日放送 (HAB）     | テレビ朝日系列 | 日曜 23:15 - 翌0:10          | 2012年4月15日 | 同時ネット   |
| 中京広域圏     | メ〜テレ (NBN)          | テレビ朝日系列 | 日曜 23:15 - 翌0:10          | 2012年4月15日 | 同時ネット   |
| 広島県         | 広島ホームテレビ (HOME) | テレビ朝日系列 | 日曜 23:15 - 翌0:10          | 2012年4月15日 | 同時ネット   |
| 山口県         | 山口朝日放送 (yab)      | テレビ朝日系列 | 日曜 23:15 - 翌0:10          | 2012年4月15日 | 同時ネット   |
| 香川県・岡山県 | 瀬戸内海放送 (KSB)      | テレビ朝日系列 | 日曜 23:15 - 翌0:10          | 2012年4月15日 | 同時ネット   |
| 愛媛県         | 愛媛朝日テレビ (eat)    | テレビ朝日系列 | 日曜 23:15 - 翌0:10          | 2012年4月15日 | 同時ネット   |
| 福岡県         | 九州朝日放送（KBC）     | テレビ朝日系列 | 日曜 23:15 - 翌0:10          | 2012年4月15日 | 同時ネット   |
| 長崎県         | 長崎文化放送 (NCC)      | テレビ朝日系列 | 日曜 23:15 - 翌0:10          | 2012年4月15日 | 同時ネット   |
| 熊本県         | 熊本朝日放送 (KAB)      | テレビ朝日系列 | 日曜 23:15 - 翌0:10          | 2012年4月15日 | 同時ネット   |
| 大分県         | 大分朝日放送 (OAB)      | テレビ朝日系列 | 日曜 23:15 - 翌0:10          | 2012年4月15日 | 同時ネット   |
| 鹿児島県       | 鹿児島放送 (KKB)        | テレビ朝日系列 | 日曜 23:15 - 翌0:10          | 2012年4月15日 | 同時ネット   |
| 沖縄県         | 琉球朝日放送 (QAB)      | テレビ朝日系列 | 日曜 23:15 - 翌0:10          | 2012年4月15日 | 同時ネット   |
| 近畿広域圏     | 朝日放送 (ABC)          | テレビ朝日系列 | 月曜 0:58 - 1:53（日曜深夜） | 2012年4月15日 | 103分遅れ    |
| 高知県         | 高知放送（RKC）         | 日本テレビ系列 | 日曜 0:50 - 1:50（土曜深夜） | 2012年9月22日 | 遅れネット   |

不定期放送
- 鳥取県・島根県：山陰放送（BSS、TBS系列） - 主に日曜午後に放送。

## スタッフ

### レギュラー版のスタッフ
- ナレーター：大江戸よし々
- 構成：松井洋介、堀江B面、山本太蔵、羽柴拓、上野耕一郎
- ロケ技術：テーク・ワン
- 技術協力：ヌーベルバーグ
- 美術：井磧伸介
- 美術進行：吉居真夏（テレビ朝日クリエイト）
- メイク：川口カツラ
- CGデザイン：PDトウキョウ
- 編集：上坂一史、細谷大輔
- MA：杉山正
- 音効：北條玄隆
- TK：丸山和子
- デスク：星野敬子
- 宣伝：望野智美
- 編成：二階堂義明、山本文隆
- リサーチ：田中奈緒、オフィス・トゥー・ワン
- AP：須貝マミ
- プロデューサー：片野正大（以前はディレクター）
- ディレクター：佐藤だいすけ、平山建司、松原裕、徳舛充人、篠原崇、前川譲
- ゼネラルプロデューサー・演出：保坂広司
- 制作著作：テレビ朝日

### 過去のスタッフ
- メイク：荻山夏海、段久美子
- CGデザイン：形部まり子
- MA：梶山恭一、高橋友樹、山際卓郎
- 音効：竹科俊至
- 編成：松瀬俊一郎、荒井祥之、池田佐和子、森大貴
- プロデューサー：中井洋次
- ディレクター：藤井裕久、田中拓郎

### パイロット版のスタッフ
- ナレーター：柳原可奈子
- 構成：北本かつら
- CAM：門倉秀樹、神尾淳
- 音声：佐々木瑠美
- VE：武藤康広
- 美術進行：吉居真夏（テレビ朝日クリエイト）
- メイク：大久保友子
- 編集：加藤正朗
- MA：飯塚雄一
- 音効：岩谷知朗
- TK：丸山和子
- リサーチ：オフィス・トゥー・ワン
- 編成：髙橋正輝
- デスク：星野敬子
- 協力：SWISH JAPAN、テレビ朝日クリエイト、東京オフラインセンター
- ディレクター：田中拓郎、山内智未
- プロデューサー：中井洋次、山北剛士
- ゼネラルプロデューサー：保坂広司、藤井智久
- 制作著作：テレビ朝日

## DVD
- 日曜×芸人 Vol.1（2013年2月20日発売、発売元・株式会社テレビ朝日、販売元・アミューズソフト） 
  - 収録内容：高級フレンチでポジティブ!（第1回） / ホームパーティでポジティブ!（第2回） / 高級品でポジティブ!（第3回） / 会員制のお店でポジティブ!（第4回）
  - 特典映像：撮りおろしポジティブトーク 1 / 高級品でポジティブ! 未公開オープニング映像 / 会員制のお店でポジティブ! 未公開オープニング映像
- 日曜×芸人 Vol.2（2013年2月20日発売、発売元・株式会社テレビ朝日、販売元・アミューズソフト） 
  - 収録内容：焼き肉でポジティブ!（第5回） / 気になるお店に行ってポジティブ!（第7回） / 番組ユニフォームを選んでポジティブ!（第8回） / 高級品でポジティブ!（第10回）
  - 特典映像：焼き肉でポジティブ! 未公開オープニング映像 / 気になるお店に行ってポジティブ! 未公開オープニング映像 / 撮りおろしポジティブトーク 2
- 日曜×芸人 Vol.3（2013年2月20日発売、発売元・株式会社テレビ朝日、販売元・アミューズソフト） 
  - 収録内容：超便利家電でポジティブ!（第11回） / ラクロスでポジティブ!（第12回） / 会員制のお店でポジティブ! 2（第13回） / 日帰り旅行でポジティブ!（第14回）
  - 特典映像：超便利家電でポジティブ! 未公開オープニング映像 / ラクロスでポジティブ! 未公開オープニング映像 / 撮りおろしポジティブトーク 3 
    - 3巻同時先着購入特典として、テレアサグッズONLINEではポストカード、タワーレコードでは生写真、HMVではDVDジャケットサイズカレンダー、TSUTAYAではステッカーが配布された。
    - 初回プレス盤にはそれぞれ3巻購入連動応募特典応募券を封入。応募者にはもれなく「撮りおろしマル秘特別DVD」がプレゼントされる。